# Shoreham (Nueva York)
Shoreham es una villa ubicada en el condado de Suffolk en el estado estadounidense de Nueva York. En el año 2000 tenía una población de 417 habitantes y una densidad poblacional de 998.9 personas por km².

## Geografía
Shoreham se encuentra ubicada en las coordenadas 40°57′25″N 72°54′31″O / 40.95694, -72.90861. Según la Oficina del Censo, la ciudad tiene un área total de 1,2 km² (0,5 mi²), de la cual 1,2 km² (0,5 mi²) es tierra y 0 km² (0 mi²) (0%) es agua.

## Demografía
Según la Oficina del Censo en 2000 los ingresos medios por hogar en la localidad eran de $65,119, y los ingresos medios por familia eran $83,981. Los hombres tenían unos ingresos medios de $57,125 frente a los $41,936 para las mujeres. La renta per cápita para la localidad era de $33,852. Alrededor del 7.2% de la población estaban por debajo del umbral de pobreza.